# Arogenato deidrogenasi (NADP+)
La arogenato deidrogenasi (NADP+) è un enzima appartenente alla classe delle ossidoreduttasi, che catalizza la seguente reazione:
L-arogenato + NADP+ ⇄ L-tirosina + NADPH + CO2
A differenza dell'arogenato deidrogenasi (numero EC 1.3.1.43) e della arogenato deidrogenasi (NAD(P)+) (numero EC 1.3.1.79), questo enzima ha bisogno del NADP+ per funzionare. L'enzima di Synechocystis sp. PCC 6803 e l'isoforma TyrAAT1 non sono in grado di utilizzare prefenato come substrato, mentre l'isoforma TyrAAT2 è in grado di utilizzalo, ma molto poco [3,4].